# Манорина
Манорина (Manorina) — рід горобцеподібних птахів родини медолюбових (Meliphagidae). Містить 4 види. Всі види є ендеміками Австралії.

## Назва
Назва роду Manorina походить з грецьких слів μανος і ῥινος і перекладається як «вузькі ніздрі».

## Опис
Це медолюби кремезної статури з округлими крилами та жовтими дзьобами. Однією з їхніх найбільш очевидних характеристик є пляма голої жовтої шкіри за очима, що надає їм дивного «косоокого» вигляду. Вони переважно комахоїдні та харчуються збиранням. Їхні гнізда сидять на інших поверхнях (наприклад, на гілках дерев), а не звисають.

## Види
- Манорина зелена (Manorina melanophrys)
- Манорина акацієва (Manorina flavigula)
- Манорина маскова (Manorina melanocephala)
- Манорина чорнощока (Manorina melanotis)